# Parrot Security OS
Parrot OS es una distribución GNU/Linux basada en Debian con un enfoque en la seguridad informática. Está diseñado para pruebas de penetración, evaluación y análisis de vulnerabilidades, análisis forense de computadoras , navegación web anónima, y practicar criptografía. Es desarrollado por Frozenbox Team.

## Objetivo
ParrotSec está destinado a proporcionar un sistema operativo para pruebas penetración, equipado con diferentes tipos de herramientas para que el usuario las pruebe en su laboratorio.

## Núcleo
Parrot OS se basa en la rama testing de Debian, con un núcleo Linux 5.7 personalizado. Sigue un modelo de desarrollo rolling release.
El entorno de escritorio por defecto es MATE, aunque también hay una versión oficial con KDE Plasma; el administrador de pantalla predeterminado es LightDM.
El proyecto está certificado para ejecutarse en dispositivos que tienen un mínimo de 256 MB de RAM, y es adecuado para arquitecturas de procesador de 32 bits (i386) y de 64 bits (amd64). Además, el proyecto está disponible para arquitecturas ARMv7 (armhf). Incluso ofrece una edición (tanto de 32 bits como de 64 bits) desarrollada específicamente para que los servidores realicen pruebas de penetración en servicios en la nube. 
 En junio de 2017, ParrotSec anunció que estaban considerando cambiar de Debian a Devuan, principalmente debido a problemas con el controvertido systemd.

## Frecuencia de lanzamiento
El equipo de desarrollo no ha especificado ningún calendario de lanzamiento oficial, pero con base en los registros de cambios de lanzamiento y las notas incluidas en la revisión oficial de la distribución, el proyecto se lanzará de forma mensual.

### Lanzamientos
| Fecha      | Versión              | Codename       |
| ---------- | -------------------- | -------------- |
| 2013-06-10 | Comienza el proyecto |                |
| 2013-06-17 | Parrot 0.1           | Pre Alfa       |
| 2013-06-22 | Parrot 0.2           | Pre Alfa       |
| 2013-06-30 | Parrot 0.3           | Pre Alfa       |
| 2013-07-10 | Parrot 0.4           | Pre Alfa       |
| 2013-08-22 | Parrot 0.5           | Alfa           |
| 2013-10-21 | Parrot 0.6           | Alfa           |
| 2013-11-12 | Parrot 0.6.5         | Alfa           |
| 2013-12-06 | Parrot 0.7           | Pre Beta       |
| 2014-01-12 | Parrot 0.8           | Beta           |
| 2014-01-24 | Parrot 0.8.1         | Beta           |
| 2014-03-05 | Parrot 0.8.2         | Beta           |
| 2014-04-17 | Parrot 0.8.4         | Beta           |
| 2014-06-25 | Parrot 0.9           | Beta final     |
| 2014-07-21 | Parrot 1.0           | Hydrogen       |
| 2014-09-02 | Parrot 1.1           | Asphalt Dragon |
| 2014-09-11 | Parrot 1.2           | Asphalt Dragon |
| 2014-10-22 | Parrot 1.4           | JailBird       |
| 2014-11-06 | Parrot 1.4.2         | JailBird       |
| 2014-12-12 | Parrot 1.6           | JailBird       |
| 2015-02-05 | Parrot 1.7           | CyberLizard    |
| 2015-02-21 | Parrot 1.8           | CyberLizard    |
| 2015-04-04 | Parrot 1.9           | CyberLizard    |
| 2015-09-12 | Parrot 2.0           | Helium         |
| 2015-09-15 | Parrot 2.0.1         | Helium         |
| 2015-10-06 | Parrot 2.0.4         | Helium         |
| 2015-10-17 | Parrot 2.0.5         | Helium         |
| 2016-01-16 | Parrot 2.1           | Murdock        |
| 2016-02-25 | Parrot 2.2           | Glitch         |
| 2016-06-18 | Parrot 3.0           | Lithium        |
| 2016-07-26 | Parrot 3.1           | Defcon         |
| 2016-10-15 | Parrot 3.2           | CyberSloop     |
| 2016-12-25 | Parrot 3.3           | CyberBrig      |
| 2017-01-01 | Parrot 3.4           | CyberFrigate   |
| 2017-01-02 | Parrot 3.4.1         | CyberFrigate   |
| 2017-03-08 | Parrot 3.5           | CyberGalleon   |
| 2017-05-18 | Parrot 3.6           | JollyRoger     |
| 2017-07-09 | Parrot 3.7           | JollyRoger     |
| 2017-09-12 | Parrot 3.8           | JollyRoger     |
| 2017-10-15 | Parrot 3.9           | Intruder       |
| 2017-12-15 | Parrot 3.10          | Intruder       |
| 2018-01-29 | Parrot 3.11          | Intruder       |
| 2018-05-21 | Parrot 4.0           | Stable         |
| 2018-06-04 | Parrot 4.1           | Stable         |
| 2018-09-10 | Parrot 4.22          | Stable         |
| 2018-11-03 | Parrot 4.3           | Stable         |
| 2018-11-25 | Parrot 4.4           | Stable         |
| 2019-01-21 | Parrot 4.5           | Stable         |
| 2019-01-27 | Parrot 4.5.1         | Stable         |
| 2019-04-27 | Parrot 4.6.0         | Stable         |
| 2019-08-13 | Parrot 4.7           | Stable         |
| 2020-03-20 | Parrot 4.8           | Stable         |
| 2020-04-30 | Parrot 4.9           | Stable         |
| 2020-08-16 | Parrot 4.10          | Stable         |